# 閩海紀要
《閩海紀要》是史家夏琳所撰的史書，記載鄭氏治臺時期與延平王二十餘年的興衰史事。本書以漢文書寫，分上下二卷，體例為編年紀實。